# Mihai Leca
Mihai Daniel Leca (Bucarest, 14 aprile 1992) è un calciatore rumeno, difensore del Chindia Târgoviște.

## Carriera

### Club
Ha giocato nella massima serie dei campionati rumeno, gallese, moldavo ed ucraino.

### Nazionale
Nel 2013 ha giocato una partita con la nazionale rumena Under-21.

## Statistiche

### Presenze e reti nei club
Statistiche aggiornate al 4 dicembre 2021.
| Stagione                  | Squadra                   | Campionato                | Campionato | Campionato | Coppe nazionali | Coppe nazionali | Coppe nazionali | Coppe continentali | Coppe continentali | Coppe continentali | Altre coppe | Altre coppe | Altre coppe | Totale | Totale |
| Stagione                  | Squadra                   | Comp                      | Pres       | Reti       | Comp            | Pres            | Reti            | Comp               | Pres               | Reti               | Comp        | Pres        | Reti        | Pres   | Reti   |
| ------------------------- | ------------------------- | ------------------------- | ---------- | ---------- | --------------- | --------------- | --------------- | ------------------ | ------------------ | ------------------ | ----------- | ----------- | ----------- | ------ | ------ |
| 2010-2011                 | Concordia Chiajna         | L2                        | 1          | 0          | CR              | 0               | 0               |                    | -                  | -                  |             | -           | -           | 1      | 0      |
| 2011-2012                 | Concordia Chiajna         | L1                        | 0          | 0          | CR              | 0               | 0               |                    | -                  | -                  |             | -           | -           | 0      | 0      |
| 2012-2013                 | Concordia Chiajna         | L1                        | 29         | 1          | CR              | 3               | 0               |                    | -                  | -                  |             | -           | -           | 32     | 1      |
| 2013-2014                 | Concordia Chiajna         | L1                        | 30         | 0          | CR              | 1               | 0               |                    | -                  | -                  |             | -           | -           | 31     | 0      |
| Totale Concordia Chiajna  | Totale Concordia Chiajna  | Totale Concordia Chiajna  | 60         | 1          |                 | 4               | 0               |                    | -                  | -                  |             | -           | -           | 64     | 1      |
| 2014-2015                 | Oțelul Galați             | L1                        | 11         | 0          | CR+CdL          | 1+1             | 0               |                    | -                  | -                  |             | -           | -           | 13     | 0      |
| set. 2016-gen. 2017       | Brașov                    | L2                        | 11         | 0          |                 | -               | -               |                    | -                  | -                  |             | -           | -           | 11     | 0      |
| gen.-mag. 2017            | The New Saints            | PL                        | 5          | 0          |                 | -               | -               |                    | -                  | -                  |             | -           | -           | 5      | 0      |
| ott.-nov. 2017            | Zimbru Chișinău           | DN                        | 3          | 0          |                 | -               | -               |                    | -                  | -                  |             | -           | -           | 3      | 0      |
| gen.-mag. 2018            | Juventus Bucarest         | L1                        | 16         | 1          |                 | -               | -               |                    | -                  | -                  |             | -           | -           | 16     | 1      |
| 2018-feb. 2019            | Concordia Chiajna         | L1                        | 15         | 1          | CR              | 1               | 0               |                    | -                  | -                  |             | -           | -           | 16     | 1      |
| feb.-mag. 2019            | Chindia Târgoviște        | L2                        | 13         | 4          |                 | -               | -               |                    | -                  | -                  |             | -           | -           | 13     | 4      |
| 2019-feb. 2020            | Chindia Târgoviște        | L1                        | 19         | 1          | CR              | 1               | 0               |                    | -                  | -                  |             | -           | -           | 20     | 1      |
| Totale Chindia Târgoviște | Totale Chindia Târgoviște | Totale Chindia Târgoviște | 32         | 5          |                 | 1               | 0               |                    | -                  | -                  |             | -           | -           | 33     | 5      |
| feb.-mag. 2020            | Argeș Pitești             | L2                        | 6          | 0          |                 | -               | -               |                    | -                  | -                  |             | -           | -           | 6      | 0      |
| 2020-2021                 | Argeș Pitești             | L1                        | 17         | 0          | CR              | 1               | 0               |                    | -                  | -                  |             | -           | -           | 18     | 0      |
| Totale Argeș Pitești      | Totale Argeș Pitești      | Totale Argeș Pitești      | 23         | 0          |                 | 1               | 0               |                    | -                  | -                  |             | -           | -           | 24     | 0      |
| 2021-2022                 | L'viv                     | PL                        | 7          | 0          | CU              | 1               | 0               |                    | -                  | -                  |             | -           | -           | 8      | 0      |
| Totale carriera           | Totale carriera           | Totale carriera           | 183        | 9          |                 | 10              | 0               |                    | -                  | -                  |             | -           | -           | 193    | 9      |

## Palmarès

### Club

#### Competizioni nazionali
- Campionato gallese: 1

The New Saints: 2016-2017
- Liga II: 1

Chindia Târgoviște: 2018-2019